# بلهور (غرمسير أردستان)
بلهور (بالفارسية: بلهور) هي قرية تقع في إيران في قسم غرمسیر الريفي. يقدر عدد سكانها بـ 10 نسمة .